# Un duro al servizio della polizia
Un duro al servizio della polizia (Slaughter's Big Rip-Off) è un film di genere blaxploitation del 1973 diretto da Gordon Douglas.
Si tratta del sequel del film Slaughter - Uomo mitra (Slaughter) del 1972.

## Trama
Slaughter, un truce veterano del Vietnam ed ex Berretto verde, dopo aver vendicato la morte dei suoi genitori uccidendo il gangster responsabile della loro morte in Messico, ora si è trasferito a Los Angeles, California, un luogo dove cerca di sfuggire agli eventi passati e ha iniziato il tentativo di vivere una vita tranquilla.
Un giorno Slaughter si reca a casa di un amico per un sontuoso picnic e dei festeggiamenti all'aperto. Nel frattempo, un nuovo boss del crimine, Duncan, sta cercando Slaughter, per vendicare la morte dell'ex boss della mafia Dominic Hoffo, da lui ucciso. Un vecchio biplano della prima guerra mondiale viene visto volare durante la festa all'aperto e poi aprire il fuoco sugli ospiti. Nell'agguato resta ucciso l'amico di Slaughter, fatto che riaccende la vecchia scintilla di rabbia che Slaughter aveva quando gli fu detto della morte dei suoi genitori.
Il primo tentativo di assassinare Slaughter in sostanza è un fallimento e riesce solo a svegliare una bestia addormentata. Duncan assume un nuovo sicario di nome Kirk per eliminare Slaughter. Piuttosto che essere tenuto in custodia protettiva sotto la supervisione dei poliziotti corrotti di Duncan, Slaughter rimane per le strade.
Uno dei nuovi amici di Slaughter è un agente di polizia, il Det. Reynolds, che lo avverte che la sua vita è in pericolo. Anche la ragazza di Slaughter, Marcia, viene presa di mira dalla mafia su ordine di Duncan, per provocare ulteriormente Slaughter e farlo uscire allo scoperto.
Slaughter fa un accordo con Reynolds per ottenere documenti riservati circa le operazioni della mafia. Convince un magnaccia tossicodipendente ad aiutarlo a entrare nel rifugio di Duncan e poi riesce a scappare con i documenti. Dopo gli scontri a fuoco, Slaughter e il suo aiutante magnaccia uccidono diverse guardie e collaboratori di Duncan. In risposta, Duncan manda Kirk a rapire la fidanzata di Slaughter, un errore fatale da parte di Duncan.

## Colonna sonora
La colonna sonora del film venne composta da James Brown.

## Distribuzione
Negli Stati Uniti il film venne distribuito dalla American International Pictures a partire dal 31 agosto 1973.